# Les Éditions de la Paix
Les Éditions de la Paix est une maison d'édition québécoise fondée en 1986. Les propriétaires sont Jeannine Perron et Pierre Tuinstra depuis 2012. Elle publie romans pour les jeunes et romans adultes entre autres.